# Anna Schäfer

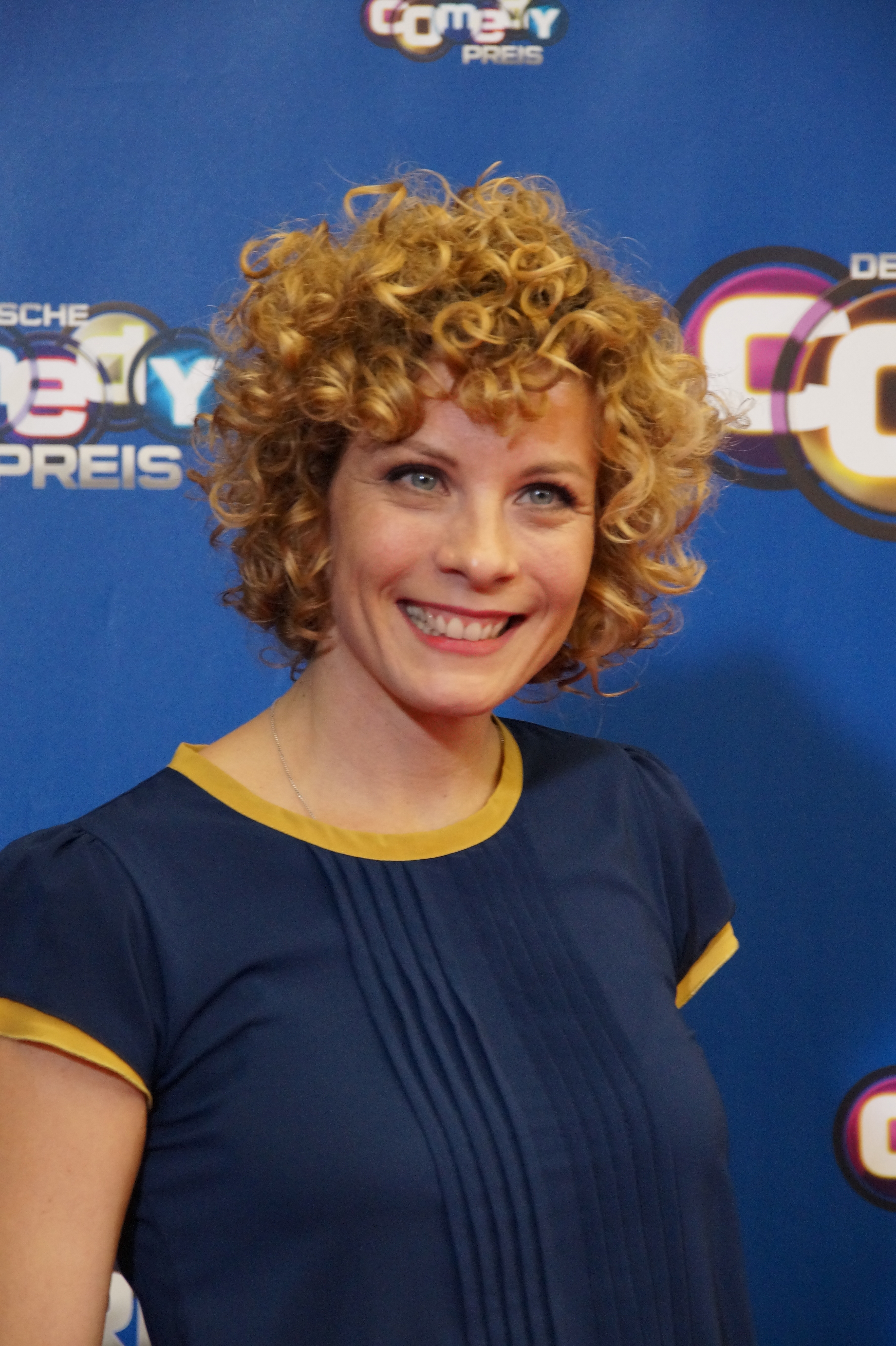
Anna Schäfer beim Comedypreis 2016 in Köln

Anna Schäfer, bürgerlich Anna Schäfer-Kilian, (* 8. Juli 1973 in Köln) ist eine deutsche Schauspielerin, Comedienne und Sängerin.

## Leben
Anna Schäfer wurde in Köln als Tochter der Schauspielerin Angelika Thomas und des Schauspielers und Regisseurs Roland Schäfer geboren und wuchs in Berlin und Hamburg auf. Sie absolvierte ihre Ausbildung von 1995 bis 1999 an der Hochschule für Musik und Theater Hamburg.
Seit 1994 war Schäfer in vielen verschiedenen Fernsehproduktionen wie Alles außer Mord, St. Angela, Zwei Männer am Herd, Tatort, Abschnitt 40 und Polizeiruf 110 zu sehen. Von 1999 bis 2001 spielte sie am Stadttheater Bern, danach trat sie unter anderem von 2007 bis 2008 am Schauspielhaus Bochum auf. Seit 2007 ist sie Mitglied im Ensemble der Produktionsfirma Theaterplatz und spielt in deren vornehmlich kabarettistischen Programmen regelmäßig auf dem Theaterschiff Das Schiff in Hamburg. Von November 2009 bis 2010 verkörperte sie in der Sat.1-Seifenoper Eine wie keine die verrückte Designerin Emily Körner. Dadurch erlangte Schäfer einen höheren Bekanntheitsgrad. Da Grundy UFA einen kleineren Cast wollte, wurde ihre Rolle nach 146 Folgen aus der Serie geschrieben. Von 2011 bis 2014 war sie an der Seite von Martina Hill in der Sketch-Comedy Knallerfrauen auf Sat.1 zu sehen.
Schäfer ist mit dem Musiker und Komponisten Jochen Kilian verheiratet. Sie sind Eltern von zwei Kindern und leben in der Nähe von Hamburg.

## Filmografie
- 1992: Freunde fürs Leben (Fernsehserie, eine Folge)
- 1995: Alles außer Mord (Fernsehserie, eine Folge)
- 1998: Härtetest
- 1998: Lisa Falk – Eine Frau für alle Fälle (Fernsehserie, eine Folge)
- 1999: Ein Mann wie eine Waffe (Fernsehfilm)
- 1999: Zwei Männer am Herd (Fernsehserie, eine Folge)
- 2000: Tatort: Chaos
- 2001: Ich pfeif’ auf schöne Männer (Fernsehfilm)
- 2002: Polizeiruf 110 – Memory
- 2002: Juls Freundin (Fernsehfilm)
- 2002: Abschnitt 40 (Fernsehserie, eine Folge)
- 2008: Mikado
- 2011: SOKO Kitzbühel (Fernsehserie, eine Folge)
- 2011–2014: Knallerfrauen (Fernsehserie, drei Staffeln)
- 2012: online – meine Tochter in Gefahr (Fernsehfilm)
- 2012: Tatort – Mein Revier
- 2013: Das Mädchen mit den Schwefelhölzern (Fernsehfilm)
- 2013: Unter Verdacht – Das Blut der Erde
- 2014: Heiter bis tödlich: Koslowski & Haferkamp (Fernsehserie, drei Folgen)
- 2014: Anwälte küsst man nicht
- 2014: SOKO Köln – Ihr letzter Wille
- 2015: Kripo Holstein – Mord und Meer – Hau wech die Kugel
- 2015: Inga Lindström: Familienbande
- 2015: Heldt – Sternenreise
- 2015: Unter Gaunern – Die nackte Paula
- 2015: Zielfahnder – Flucht in die Karpaten
- 2017: Die Spezialisten – Im Namen der Opfer – Sommermärchen
- 2017: Tatort: Die Liebe, ein seltsames Spiel
- 2017: Stralsund – Kein Weg zurück
- 2017: SOKO Wismar – In Versuchung
- 2018: Du bist nicht allein
- 2018: Friesland – Der Blaue Jan (Fernsehreihe)
- 2018: Großstadtrevier (Fernsehserie, eine Folge)
- 2018: Der Mordanschlag (Miniserie, zwei Folgen)
- 2018: Alarm für Cobra 11 – Die Autobahnpolizei (Fernsehserie, eine Folge)
- 2018: Tatort – Treibjagd
- 2018: Die Bergretter – Letzte Hoffnung
- 2019: Danowski – Blutapfel
- 2019: Tage des letzten Schnees
- 2019: Und wer nimmt den Hund?
- 2019: Bonusfamilie (Fernsehserie, 6 Folgen)
- 2020: In aller Freundschaft – Die jungen Ärzte – Wahrheiten
- 2022: SOKO Hamburg – Schweig oder stirb
- 2022: Nord bei Nordwest – Der Ring
- 2022: SOKO Wismar – Kampf der Vampire
- 2022: In aller Freundschaft – Wahrheit … oder nicht?
- 2022: Inga Lindström: Der Autor und ich
- 2023: HILLarious (Fernsehserie, 6 Folgen)
- 2023: SOKO Linz – Herzstiche
- 2023: Notruf Hafenkante – Alstervergnügen
- 2023: Die Pfefferkörner – Spätfolgen
- 2023: Wilsberg: Wut und Totschlag
- 2024: SOKO Stuttgart: Straflust

## Bühnenarbeiten, Rollen, Spielorte
- 1997: Happy End, Lilian Holiday – Hamburger Kammerspiele
- 1998: Die Kleinbürgerhochzeit, Braut – Staatstheater Schwerin
- 1998: Die Verschwörung des Fiesco zu Genua, Bertha – Bad Hersfelder Festspiele
- 1998: The Black Rider, Käthchen – Renaissance-Theater Berlin
- 1999–2001: Engagement am Stadttheater Bern: Fette Männer im Rock, Pam; Portia Coughlan, Portia, Krach in Chiozza, Lucietta; Der Ignorant und der Wahnsinnige, Königin der Nacht; Die Launen der Marianne, Marianne; … (Auszug)
- 2001: Der Hamburger Jedermann, Buhlschaft, Mortifikation
- 2002: Wo aber ist Herakles, Kassandra – Pergamonmuseum Berlin
- 2003: Irma Vep, Irma, Marfa – Schwetzinger Festspiele
- 2003: Anything Goes, Hope – Theater Krefeld/Mönchengladbach
- 2004: Einsame Menschen, Anna Mahr – Theater Krefeld/Mönchengladbach
- 2004: Nico – Sphinx aus Eis, Nico – Theater im Bauturm, Köln
- 2005: Elvis liebt dich!, Schweizerin – Theater Krefeld/Mönchengladbach
- 2005: Kleiner Mann, was nun?, Marlene u. a. – Theater Krefeld/Mönchengladbach
- 2007: Wie es euch gefällt, Celia – Schauspielhaus Bochum
- 2009: Wenn ich die See seh, brauch ich kein Meer mehr, diverse Rollen – Theaterschiff Hamburg + Tournee
- 2010: DramaQueens – Versprochen, Anna – Theaterschiff Hamburg
- 2011: DramaQueens – Versprochen (Update), Anna – Theaterschiff Hamburg + Tournee
- 2012: Mein lieber Schwan, Adele – prinz-regent-theater Bochum
- 2014: Der Mann in mir, muss der sein oder kann der weg?, Anna – Theaterschiff Hamburg + Tournee
- 2019: Aus dem Nichts, Katja – Konzertdirektion Landgraf (Tournee)
- 2020: JETZT – morgen war gestern, Anna – Eigenproduktion
- 2021: JETZT – morgen war gestern, Anna – Eigenproduktion (NEUAUFLAGE)
- 2022: Stella, Stella – Hamburger Kammerspiele
- 2022: Aus dem Nichts, Katja – Konzertdirektion Landgraf (Tournee)
- 2022: Stella, Stella – Hamburger Kammerspiele, Konzertdirektion Landgraf (Tournee)
- 2023: Aus dem Nichts, Katja – Konzertdirektion Landgraf (Tournee)
- 2023: Stella, Stella – Hamburger Kammerspiele, Konzertdirektion Landgraf (Tournee)
- 2023: QUEENs Last Night, Maria Stuart – Theater Krefeld/Mönchengladbach
- 2024: Aus dem Nichts, Katja – Konzertdirektion Landgraf (Tournee)
- 2024: Stella, Stella – Hamburger Kammerspiele, Konzertdirektion Landgraf (Tournee)